# Skozi leta
Skozi leta je peti studijski album slovenske novovalovske skupine Avtomobili. Izšel je leta 1994 pri založbi Rose Records.

## Seznam pesmi
Vso glasbo je napisal Mirko Vuksanović, vsa besedila pa Marko Vuksanović.
1. "Skozi leta" – 4:38
2. "Imela si občutek" – 3:55
3. "Delaj" – 3:04
4. "Jutra bodo ista" – 3:58
5. "Argentina" – 3:30
6. "Zasebni raj" – 3:32
7. "Nazaj" – 3:18
8. "Adijo" – 4:03
9. "Zidovi" – 4:24
10. "Vsi so enaki" – 4:10
11. "Hvala za pisma" – 4:56

## Zasedba
Avtomobili
- Marko Vuksanović — glavni vokal, spremljevalni vokal, bas kitara
- Mirko Vuksanović — klavir, sintesajzer, spremljevalni vokal
- Alan Jakin — kitara
- Lucijan Kodermac — bobni
- Mitja Mokrin — saksofon

Tehnično osebje
- David Šuligoj - Šugo — tonski mojster
- Matjaž Prešeren — fotografija naslovnice